# Rezervația naturală Vadul
Vadul este o rezervație naturală silvică în raionul Camenca, Transnistria, Republica Moldova. Este amplasată în ocolul silvic Camenca, Vadul, parcelele 6, 7. Are o suprafață de 135 ha. Obiectul este administrat de Gospodăria Silvică de Stat Rîbnița.